# Conophymacris xianggelilaensis
Conophymacris xianggelilaensis är en insektsart som beskrevs av Zheng, Z., Y. Niu och F-m. Shi 2009. Conophymacris xianggelilaensis ingår i släktet Conophymacris och familjen Dericorythidae. Inga underarter finns listade i Catalogue of Life.